# Пехлеви, Шамс
Принцесса Шамс Пехлеви́ (перс. شمس پهلو‎), (18 октября 1917, Тегеран — 29 февраля 1996, Санта-Барбара) — старшая сестра Мохаммеда Реза Пехлеви, последнего шаха Ирана.

## Биография
В 1934 году принцесса Шамс вместе со своей сестрой Ашраф первыми из женщин Ирана отказались от паранджи.

## Эмиграция
Когда в 1941 году в Иран вторглись советские и британские войска и низложили Резу Шаха, принцесса Шамс последовала в изгнание за отцом сначала в Порт-Луи на Маврикий, затем в Йоханнесбург, Южная Африка, где была ему поддержкой и опорой. Воспоминания о своём путешествии на чужбину она опубликовала в 1948 году в «Эттелаат», старейшей иранской газете.

## Замужество
Под давлением отца она вышла замуж за Ферейдуна Джема, сына тогдашнего премьер-министра Ирана Махмуда Джема, но брак был неудачным, и они развелись сразу же после смерти шаха. Выйдя второй раз замуж за Мехрдада Пахлбода, она на некоторое время лишилась всех чинов и званий и уехала вместе с новым мужем в США, где проживала с 1945 по 1947 год. Потом её разногласия с шахским двором уладились, и она с семьёй вернулась в Тегеран. 

## Вероисповедание
В 1940-е годы Шамс оставила исламскую веру и приняла католичество. Более того, она убедила мужа и детей последовать её примеру. Вновь ей пришлось покинуть родину во время Абаданского кризиса 1953 года. После того, как иранская армия во главе с генералом Фазлоллой Захеди свергла прокоммунистически настроенного премьер–министра Моссадыка и вернула всю полноту власти в стране шаху, Шамс вернулась в Иран, но в отличие от своей сестры избегала участия в общественно–политической жизни, ограничившись тем, что распоряжалась имуществом, доставшимся ей от покойного отца.

## Вторая эмиграция
Была вынуждена покинуть Иран и отправиться в США после Исламской Революции. 

## Смерть
Умерла от рака в своём доме в Санта-Барбаре в 1996 году.